# 구가 가쓰난
구가 가쓰난(일본어: 陸羯南, 1857년~1907년)은 일본의 국민주의 정치평론가이자 언론인이었다. 마사오카 시키의 스승이었으며, 아명은 巳之太郎 혹은 実. 가쓰난은 호이다.

## 생애
히로사키번의 차담당관(御茶坊主頭)이던 나카다中田謙斎의 아들로 무쓰국 히로사키시에서 태어났다. 장남인지 차남인지 확실치 않다.  보관됨 2012-08-24 - 웨이백 머신 아버지의 봉록은 그리 높지 않았다.
1871년경부터 번교 교관이던 쿠도工藤他山의 사숙인 사재당思斉堂에서 공부했고 1873년부터 東奥義塾에 진학했다. 1874년 사범학교宮城師範学校에 전학갔으나 구 오무라번사였던 교장의 심기를 거슬러 퇴학당했다. 도쿄 사법성 법학교에 합격하여 프랑스법률을 배우며 청춘을 보냈다. 1879년 식사 담당 토벌（調理場荒らし）의 사건이 있었고 구가는 범인이 아니었지만 항의차원에서 하라 다카시를 비롯한 福本日南・加藤恒忠・国分青崖등과 함께 자퇴했다. 토호쿠 사람들은 여전히 삿초에 대한 감정이 좋지 않았다. .
고향으로 돌아가 신문사에 입사했으나 참방율 위반으로 두번 벌금을 물었다. 또 본의아니게 홋카이도의 설탕공장에서 일하기도 했다. 가문이 끊겼던 친척 陸治五兵衛의 대를 이으며 성을 구가로 바꾸었다.
1881년 상경하여 신설된 농상무성 등의 프랑스어 번역 요청 등으로 연명하다가 1883년 태정관어용괘가 되어 문서국에서 일했다. 加藤恒忠의 조카인 마사오카 시키가 방문하기 시작했고 1884년 결혼하여 1남 7녀를 두었다.
1885년 문서국이 내각 관보국으로 바뀌어 편집과장으로 승진했으나 1888년 퇴직했다. 이 시기 제1차 이토 내각은 유럽화를 지향했고 민간에선 조약개정 반대운동이 국민적 규모로 고조되었다. 다니 다테키, 고무라 주타로, 스기우라 주고 등의 지원으로 동경전보『東京電報』를 창간했으나 다음해 일본신문日本新聞으로 재창간하고 33세의 나이로 주필 겸 사장이 되었다.

다음과 같은 창간사를 남겼다.
本紙は政党新聞や営利新聞ではない独立新聞である。今日本は国を挙げ、まるで植民地になるような西欧化に急いでいる。本紙も西欧文明の善美を知り、尊敬している。しかし、西欧文明は、独立日本の利益・幸福のために活用すべきだ。…

 잡지 일본인『日本人』과 함께 오쿠마 시게노부의 조약개정안은 속임수라 비난하여 명성을 얻었다.
1890년 동방협회東邦協会를 설립했고 국가경제회国家経済会설립에도 참여했다. 『近時憲法考』・『自由主義如何』・『大臣論』『近時政論考』・『国民論派』 등을 발표했다. 정치는 여론을 따라야 한다는 신념에 충실한 글을 썼다. 1892년 마사오카 시키가 주변으로 이사오자 생계를 지원해주고 지면을 내주었다. 시키는 그를 생애의 은인이라고 불렀다.
1895년 삼국 간섭 수용에 대해 도쿄니치니치 신문과 논쟁했다. 1896년 신문동맹을 만들고 신문지조례철폐운동을 이끌어 완화시키는데 성공했다. 이 즈음 樽井藤吉・中村太八郎등이 만든 사회문제연구회에 참여했고 1898년엔 동아동문회의 간사장이 되었다. 1900년 고노에 아쓰마로 富田鉄之助 등과 러일전쟁 개전 불가피를 주장했고 국민동맹회의 고문이 되었다. 1901년에는 고노에와 청나라, 대한제국을 시찰했으며 다음해 고노에로부터 신문자금 지원을 받았다.
1902년 잡지 일본인의 三宅雪嶺가 외유중이어서 사설을 대신 작성했다. 그만큼 일본신문과 잡지 일본인은 친밀한 관계였다. 1903년부터 미국과 유럽을 돌아봤으며 귀국해 요양중 결핵에 걸렸다. 1905년에는 구가 대신 三宅雪嶺가 일본신문의 사설을 썼다. 1906년 건강악화로 일본신문을 伊藤欽亮에게 양도하고 사내 분위기 유지를 위해 구가는 계속 논설을 맡았다. 1907년 9월 2일 51세로 사망했다. 무덤은 染井霊園에 있다.

## 인물
구가 가쓰난은 미야케 세츠레이, 도쿠토미 소호、朝比奈知泉、池辺三山、福本日南、山路愛山와 함께 메이지 신문계의 거물이었다. 하지만 비교적 일찍 죽었고 주변과의 교류가 그리 많지는 않았다. 언론인 鳥谷部春汀는 구가를 높은 곳에 머무는 바람같다는 평을 했고 또 구가는 중국 유학 위에서 독일 국가주의적인 사고를 가졌다. 그의 '대신(장관) 책임론은 중국 대간의 탄핵을 방불케했으며... 그는 귀족과 평민을 조화시키는 행정적 지식의 소유자였다'는 평을 받았다. .
가쓰난의 일본신문은 伊藤・黒田・山県・松方・桂 내각을 거치며 16년간 31회 233일간의 발행정지 처분을 받았다. 특히 제2차 이토 내각때 강한 탄압을 받았다. 가쓰난은 자신의 일본주의를 국민론파 혹은 국민주의로 규정했고 논설에서 실천했다. 일본신문의 장기 정간은 그 결과 중 하나였다. .

## 저서
- 《予算論》. 日本叢書. 日本新聞社. 1890년 12월. NDLJP:800244. 다음 글자 무시됨: ‘和書’ (도움말)
- 《近時政論考》. 日本叢書. 日本新聞社. 1891년 6월. NDLJP:783013. 다음 글자 무시됨: ‘和書’ (도움말)
  - 《近時政論考》. 岩波文庫. 岩波書店. 1972년 11월. ISBN 9784003310816. 다음 글자 무시됨: ‘和書’ (도움말)《近時政論考》. 岩波文庫. 岩波書店. 1972년 11월. ISBN 9784003310816. 다음 글자 무시됨: ‘和書’ (도움말)
- 《行政時言》. 日本叢書. 日本新聞社. 1891년 9월. NDLJP:783002. 다음 글자 무시됨: ‘和書’ (도움말)
- 《予算弁妄》. 陸実. 1891년 12월. NDLJP:800243. 다음 글자 무시됨: ‘和書’ (도움말)
- 《原政及国際論》. 日本叢書. 日本新聞社. 1893년 8월. NDLJP:783048. 다음 글자 무시됨: ‘和書’ (도움말)
  - 《国際論》. 日本叢書 増補再版판. 日本新聞社. 1894년 2월. NDLJP:785560. 다음 글자 무시됨: ‘和書’ (도움말)

연구문헌
- 마루야마 마사오 : 초 국가주의의 논리와 심리
- 마루야마 마사오 『陸羯南 - 人と思想』、中央公論(1947.2)